# Верхний Ключ (Татарстан)
 Верхний Ключ  — деревня в Нижнекамском районе Татарстана. Входит в состав Сухаревского сельского поселения.

## География
Находится в центральной части Татарстана на расстоянии приблизительно 21 км по прямой на юго-запад от районного центра города Нижнекамск.

## История
Основана в 1920-х годах.

## Население
Постоянных жителей было: в 1926—106, в 1949—136, в 1958—124, в 1970—225, в 1979—166, в 1989 — 44, в 2002 − 25 (татары 52 %, кряшены 44 %), вероятно все кряшены, 10 в 2010.